# 旺角東駅
旺角東駅（おうかくとうえき）は香港九龍油尖旺区旺角にある、香港鉄路（MTR）東鉄線の駅である。

## 歴史
- 1910年10月1日- 九広東鉄の駅として、「油麻地駅」という駅名で開業[1][2]。
- 1969年2月12日 - 「旺角駅」に変更された[3][4]。
- 1982年5月4日 - この駅は電化に伴い建て替えられたものです。
- 2007年12月2日 - 九広鉄路の運営権が香港鉄路 (旧香港地鉄)へ移譲。それと共に「旺角東駅」へ改称。
- 2019年11月10日 - 反對運動の過激化により駅構内が破壊される[5]。

## 駅構造

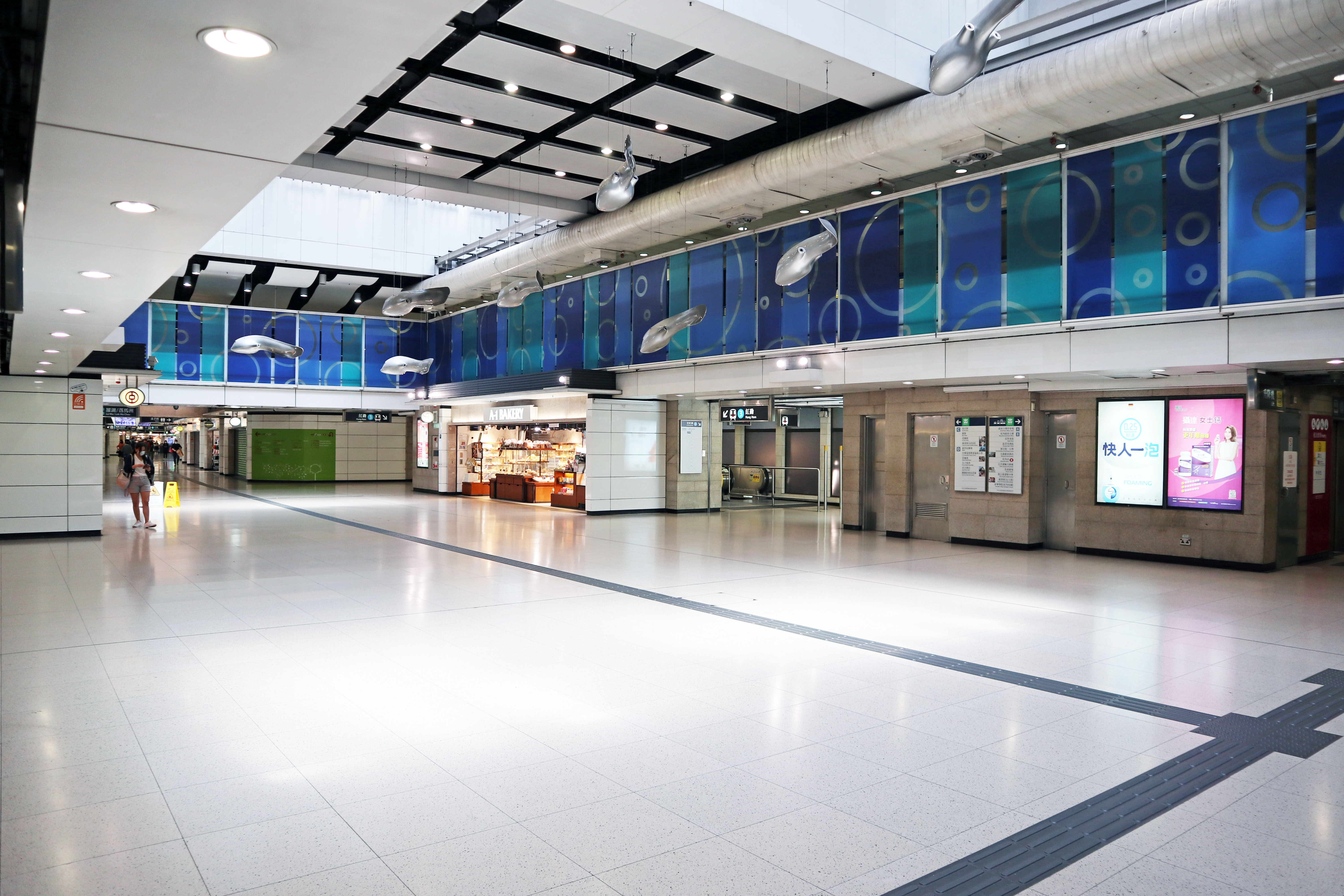
改札階コンコース

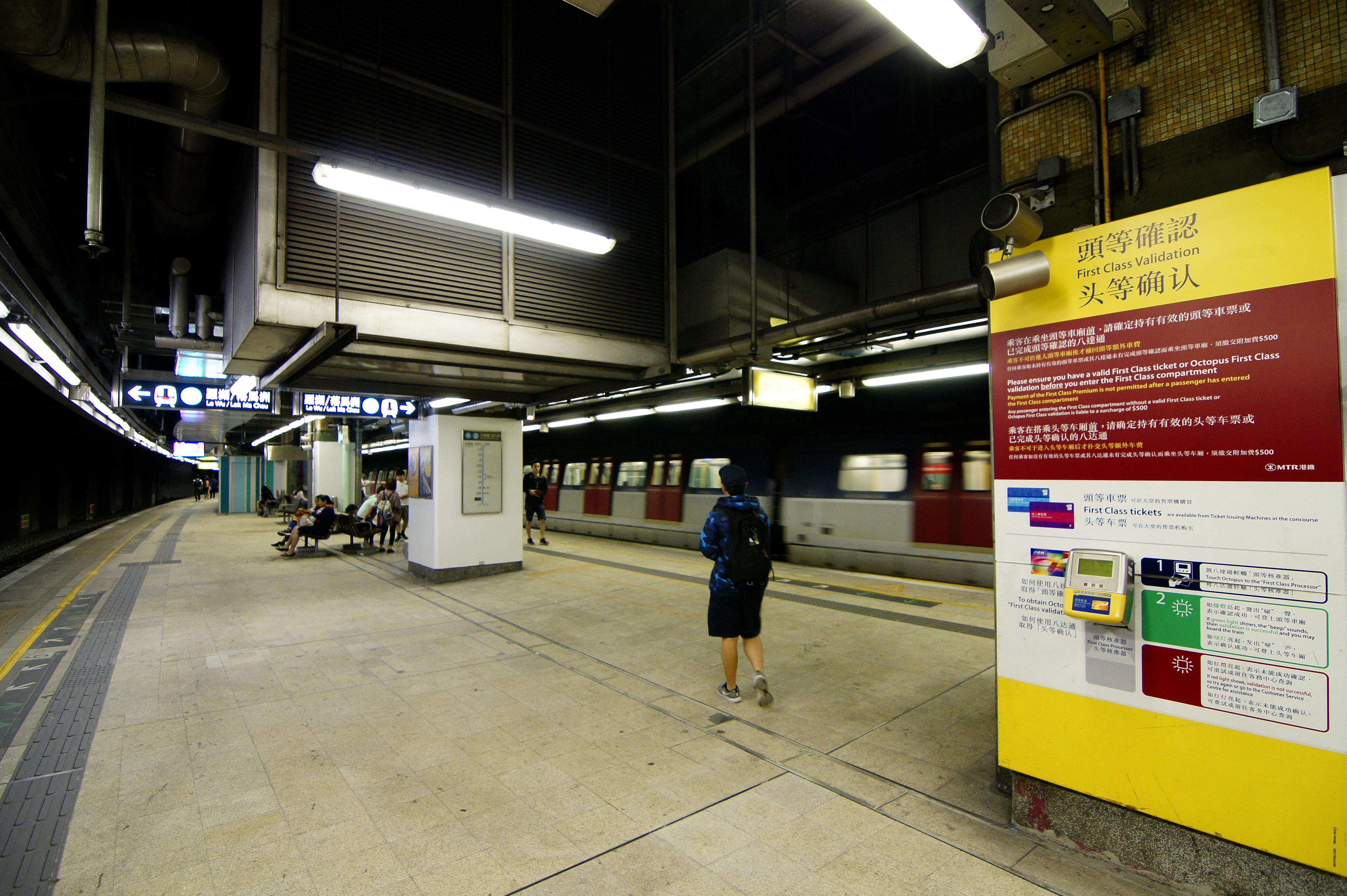
1・2番線プラットホーム

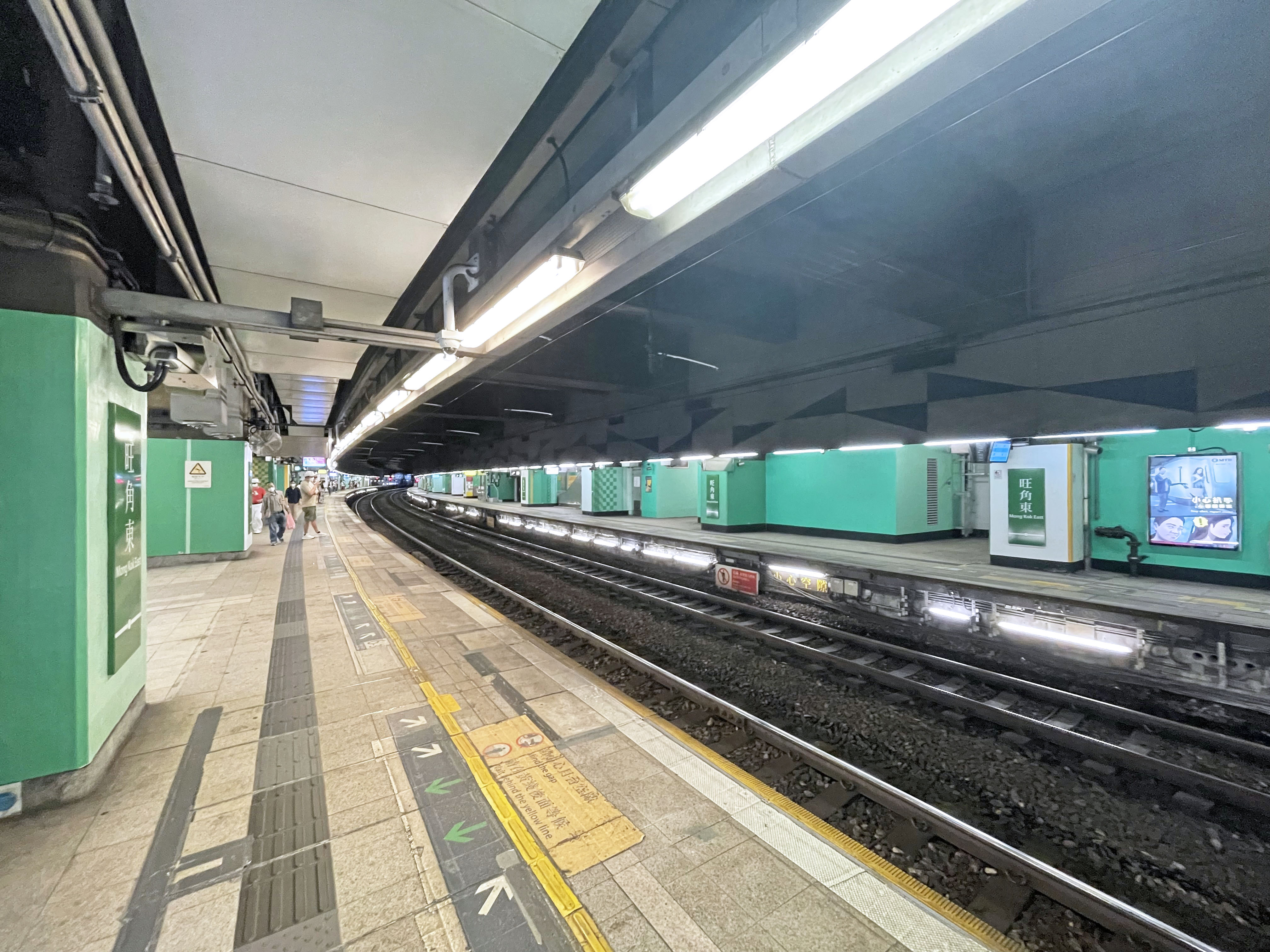
2・3番線プラットホーム

単式ホーム1面1線と島式ホーム1面2線、合計2面3線のホームを有する。ホームの上空に橋上駅舎を持つ。便所は改札外に位置する。

### 駅階層
| 閣樓     | 閣樓                           | 車站商店（快餐店）                                    |
| C 大堂   | 大堂                           | 出口、公共運輸交匯處                                  |
| C 大堂   | 大堂                           | 客務中心、便所                                        |
| C 大堂   | 大堂                           | 車站商店、自動販売機、自動照相機                      |
| C 大堂   | 大堂                           | 現金自動預け払い機、「e分鐘著數」機                   |
| P ホーム | ➊番線                          | ■東鉄線羅湖／落馬洲方面→ （一部の折り返し列車が使用） |
| P ホーム | 島式ホーム、左／右側の扉が開く |                                                       |
| P ホーム | ➋番線                          | ■東鉄線羅湖／落馬洲方面→（左側の扉が開く）            |
| P ホーム | ➌番線                          | ←■東鉄線金鐘方面（左側の扉が開く）                    |
| P ホーム | 単式ホーム、左側の扉が開く     |                                                       |

## 駅周辺
香港有数の繁華街として名高い旺角に所在する駅であるが、旺角駅がこの地域の真ん中を貫く彌敦道 (Nathan Road)の真下にあるのに対し、当駅はその東側、繁華街の端に所在する。このため、彌敦道をはさんで東側に所在する女人街や先達広場などへのアクセスはしやすいが、西側のランガムプレイスなどへのアクセスは不便である。
- 旺角政府合署（中国語版）
- 亜皆老街（中国語版）
- 抜萃男書院
- 食物環境衛生署（中国語版、広東語版）
- 九龍維景酒店（中国語版、広東語版）
- 先達広場（中国語版、広東語版）
- 通菜街（中国語版、広東語版）
  - 女人街（中国語版、広東語版）
  - 金魚街（中国語版、広東語版）
- 東華学院（中国語版、広東語版）
- 旺角駅
- 洗衣街（中国語版、広東語版）
- 旺角東駅公共運輸交匯所（中国語版）
- 弼街（中国語版、広東語版）
- 花園街（中国語版、広東語版）
- MOKO新世紀広場（中国語版、広東語版）
- 花墟道（中国語版、広東語版）
- 太子道
- 帝京酒店（中国語版）
- 園圃街雀鳥花園

## 隣の駅
香港鉄路
■東鉄線
紅磡駅 - 旺角東駅 - 九龍塘駅